# Flamenquín
Le flamenquín (ou flamenquines) est une spécialité culinaire typique de la cuisine andalouse, originaire de Bujalance dans la province de Cordoue, en Espagne. C'est un plat historique qui contient de la viande fraîche, de la viande séchée, du pain, des œufs et de l'huile d'olive.

## Origine du nom
« Flamenquín » se traduit littéralement en français par « petit flamand ». L'origine du nom n'est pas certaine, on y trouve toutefois de nombreuses suppositions :
- on leur a donné le nom de flamenquín en raison de la rigidité et du caractère flamenco de leur apparence ;
- du fait de sa couleur dorée dérivée de l’œuf utilisé dans la pâte à frire, qui ressemblait aux cheveux blonds des assistants flamands venus en Espagne avec l'empereur Charles V ;
- pour sa couleur blonde, ainsi que pour l'uniforme du soldat flamand à l'époque du roi Charles Ier ;
- pour sa forme rappelant les pattes de flamants roses, des oiseaux très typiques de la Vega del Guadalquivir.

## Histoire

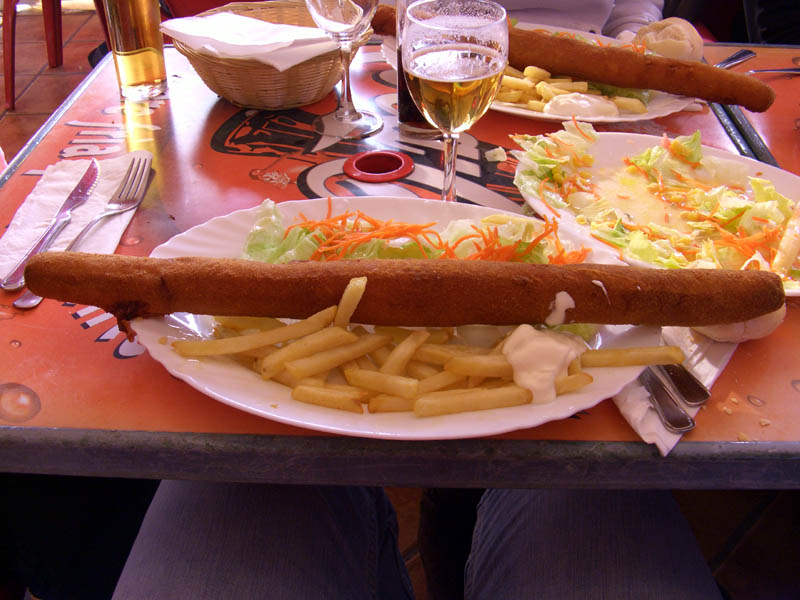
Flamenquín.

L'origine historique du flamenquín est beaucoup débattue. Le premier flamenquín qui aurait été dégusté dans la ville de Bujalance selon une étude d'Alejandro Ibáñez, gastro-archéologue à l'université de Cordoue, a ses origines dans les premiers chrétiens qui ont vécu dans la ville. Le porc était un mets de choix répandu par les Romains qui se sont installés entre le monde ibérique et le Guadalquivir, comme en témoigne l'archéologie de plusieurs colonies.
L'origine assez récente du flamenquín est documentée dans la province de Cordoue, bien que certaines études situent son origine dans les villages de la campagne sévillane (La Campana, Fuentes de Andalucía ou Écija), ce dernier lieu d'où il se serait répandu vers Cordoue dû à sa proximité. D'autres histoires le placent à Montilla, un village de Cordoue, à 50 km de Bujalance.
En 2015, la ville de Cordoue a été inscrite au Livre Guinness des records pour avoir préparé un flamenquín de 110 m, où plus de 6 000 rations ont été distribuées. 

## Caractéristiques

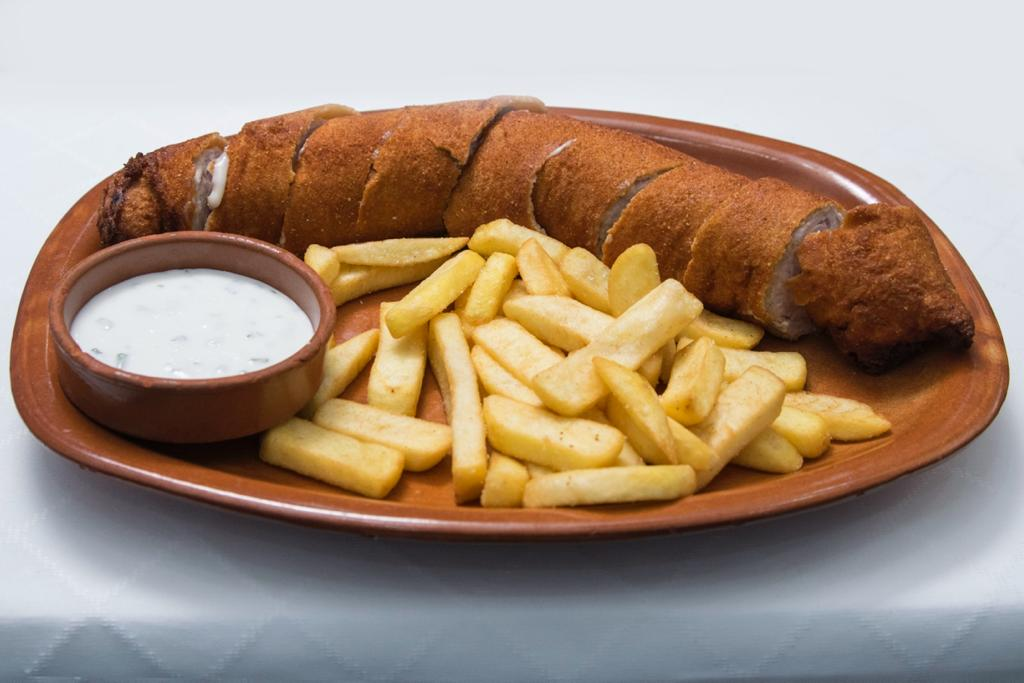
flamenquin

Le flamenquín est un plat simple : sur des steaks d'échine de porc très fins et bien aplatis afin qu'ils soient très minces, déposer des lanières de jambon cru et faire des rouleaux. Paner ces rouleaux de viande et les frire dans beaucoup d'huile d'olive. Communément, le flamenquín est servi accompagné de mayonnaise et de pommes de terre frites.
Le flamenquín a subi de nombreuses variations. Ses composants originaux étaient l'escalope de veau coupée très mince et remplie de jambon sec espagnol (jambon ibérique ou une marque comme Jamón Serrano par exemple), panée avec des œufs et de la chapelure puis frite. Au fil du temps, l'escalope de veau a été remplacée à de nombreux endroits par l'escalope de porc ou de poulet.
Une autre variante courante consiste à remplacer la longe par du jambon d'York. Sa taille la plus standardisée se situe entre 20 et 30 cm, bien qu'on puisse les trouver jusqu'à 50 cm. On le trouve aussi sous la forme de boules de flamenquín en une seule bouchée. Lorsqu'il est tranché, il est généralement fait en diagonale, ses tranches devant montrer la pâte à frire à l’extérieur et le jambon au centre.